# Volker Danner
Volker Danner (* 21. August 1942; † 14. März 2005 in Wesel) war ein deutscher Fußballtorwart.
Von 1963 bis 1973 absolvierte er für die Vereine 1. FC Saarbrücken, Borussia Mönchengladbach und MSV Duisburg insgesamt 180 Spiele in der Fußball-Bundesliga.

## Laufbahn
Mit 19 Jahren debütierte der reaktionsschnelle, geschmeidige und sprungstarke Torhüter beim 1. FC Saarbrücken in der Fußball-Oberliga Südwest. Bei seinem Einstand in der Oberliga am 1. Oktober 1961 gegen den SC Ludwigshafen, dirigierte Werner „Vati“ Hesse die Defensive vor dem Nachwuchstalent der Saarländer. In den letzten zwei Runden des alten erstklassigen Oberligasystems, 1961/62 und 1962/63, kam der 1. FC Saarbrücken auf die Plätze drei (1962) und fünf (1963) und Danner hatte 45 Oberligaspiele im Tor bestritten. 
Saarbrücken wurde zusammen mit dem 1. FC Kaiserslautern aus dem Regionalverband Südwest zur Runde 1963/64 in die neu geschaffene Fußball-Bundesliga aufgenommen. Am ersten Spieltag der Bundesliga, am 24. August 1963, stand Danner im Saarbrücker Gehäuse, als die Mannschaft von Trainer Helmut Schneider vor 35.000 Zuschauern das Heimspiel mit 0:2 Toren gegen den 1. FC Köln verlor. Trotz guter Torhüterleistung – Dieter Haßdenteufel vertrat Danner in fünf Spielen – stieg Saarbrücken mit Preußen Münster nach dem Debütjahr 1963/64 aus der Bundesliga in die regionale Zweitklassigkeit ab. Unter Bundestrainer Sepp Herberger kam Danner in der Rückrunde am 29. April 1964 in Karlsbad beim Länderspiel der Juniorennationalmannschaft U 23 gegen die Tschechoslowakei zum Einsatz. Beim deutschen 1:0-Erfolg bildete er zusammen mit Hartmut Heidemann, Horst-Dieter Höttges, Matthias Hemmersbach, Peter Kaack und Hans-Jürgen Becher die Defensive der DFB-Auswahl. Der Torhüter blieb auch in der Fußball-Regionalliga Südwest bei seinem Club und wurde an der Seite von Emil Poklitar und Heinz Vollmar 1965 Meister im Südwesten und zog damit in Aufstiegsrunde zur Bundesliga ein. Dort scheiterte Danner aber am Konkurrenten FC Bayern München. Dass er auch in der Regionalliga noch unter Beobachtung des DFB stand, wurde durch seinen zweiten Einsatz in der Juniorennationalmannschaft am 25. Juni 1965 dokumentiert. Er hütete im Freiburger Möslestadion beim 1:0-Erfolg gegen England das Tor der deutschen Auswahl. Gemeinsam mit Theo Redder, Holger Dieckmann, Ludwig Müller, Hans Reich und Dieter Kurrat bildete er dabei die Defensive der DFB-Elf. Nach einem zweiten Jahr in der Regionalliga 1965/66, Saarbrücken wurde Vizemeister, scheiterte aber erneut in der Aufstiegsrunde, nahm der Torhüter das Angebot des Bundesligisten Borussia Mönchengladbach an und spielte zur Runde 1966/67 am Niederrhein unter Trainer Hennes Weisweiler.
Er übernahm am Bökelberg sofort die Rolle des langjährigen Stammtorhüters Manfred Orzessek und fehlte in seinen beiden ersten Runden in Gladbach lediglich in einem Bundesligaspiel. In der Vorrunde 1966/67 absolvierte Danner sein drittes Juniorenländerspiel. Am 12. Oktober 1966 hütete er beim deutschen 3:0-Erfolg gegen die Türkei in Saarbrücken das Tor der DFB-Auswahl. Seine neuen Vereinskameraden Heinz Wittmann und Berti Vogts bildeten dabei das Verteidigerpaar, die Läuferreihe setzte sich mit Jürgen Friedrich, Klaus Fichtel und Rudi Assauer zusammen. In seiner dritten Saison bei den „Fohlen“, 1968/69, Gladbach belegte in Folge den dritten Rang, machte erstmals mit neun Einsätzen der Nachwuchstorhüter Wolfgang Kleff auf sich aufmerksam. Beim Gewinn der ersten Deutschen Meisterschaft, 1969/70, hatte Kleff die Stammtorhüterrolle inne und Danner kam lediglich am Schlusstag der Runde, am 3. Mai 1970, beim Auswärtsspiel gegen Rot-Weiß Oberhausen zu einem Einsatz.
Zur Runde 1970/71 schloss er sich deshalb dem MSV Duisburg an. In den nächsten zwei Runden absolvierte er bei den „Zebras“ unter Trainer Rudi Faßnacht 58 Ligaspiele. Seine Beteiligung an den Spiel-Manipulationen des Bundesliga-Skandals sorgte anschließend für den Karrierestopp. Das DFB-Sportgericht konnte ihm nachweisen, für das letzte Saisonspiel der Runde 1970/71 gegen Bayern München – über einen Mittelsmann – eine unzulässige Siegprämie ausgehandelt zu haben. Aufgrund der anschließenden viermonatigen Sperre eroberte sich Kontrahent Dietmar Linders während der Saison 1972/73 den verlorenen Stammplatz zurück.
Während der Saison 1973/74 wechselte er als zweiter Mann hinter Rudi Kargus zum Hamburger SV. Kniebeschwerden zwangen ihn jedoch zu einer erneuten Pause und nach einer Operation zur Beendigung seiner höherklassigen Laufbahn. Später war er noch im Amateurbereich für den Weseler SV im Einsatz.